# Es Migjorn Gran
Es Migjorn Gran és una població i municipi centro-meridional de Menorca. La paraula «migjorn» indica un punt cardinal, però, a Menorca, també designa el conjunt de terres de l'illa que aboquen aigües a la seva costa meridional, des de Sant Climent al sud de Ciutadella.
Nuclis nous: Sant Tomàs

## Història
El poble es formà durant la segona dominació britànica a partir de la capella de Sant Cristòfol, dins el lloc de Binicodrellet, que l'any 1769 edificà Cristòfol Barber i Ametller, en honor del seu sant patró. De 1912 a 1913 s'hi va publicar el quinzenal Llum Nova, un dels primers butlletins en la llengua de l'illa. Fins a l'any 1988 encara el poble s'anomenava oficialment com l'església (San Cristóbal). No fou fins al 1989 quan el poble adquirí el rang de municipi en segregar-se des Mercadal.

## Economia
Les platges i cales del municipi des Migjorn Gran ocupen uns 2.250 metres quadrats, dels quals 900 pertanyen a la platja de sant Tomàs, on molt a prop hi ha una urbanització amb el mateix nom. Les activitats econòmiques predominants des Migjorn Gran són el turisme i la construcció, encara que també es troben en actiu algunes explotacions agràries. L'activitat turística, que suposa més del 50% del PIB de Menorca, té lloc entre els mesos d'abril i octubre.

## Turisme
Es Migjorn és un poble tradicional menorquí, de carrers tranquils i cases blanques amb les finestres de fusta pintada de verd. Des del poble des Migjorn hom pot accedir a les platges de Binigaus, Sant Adeodat i Sant Tomàs. Al barranc de Binigaus hi ha la impressionant Cova des Coloms. D'altra banda, el terme municipal des Migjorn Gran ha mantingut un gran nombre de restes arqueològiques del Neolític, com la Sala Hipòstila de Binigaus Nou (popularment, el Galliner de Madona), els Talaiots de Binicodrell, el jaciment arqueològic de Santa Mònica, Sa Cova des Coloms (popularment, Sa Catedral) i especialment el poblat de Sant Agustí Vell.

## Cultura popular
Una de les llegendes més famoses d'Es Migjorn Gran és la de "Sa dona de penya marbre qui seu". Diu la llegenda que era una geganta enamorada d'un gegant de la tribu enemiga. Quan els pares d'ell l'hi donaren mort tirant-lo des d'un barranc, el dolor la convertí en pedra. Abans de ser destruïda per un raig, la pedra semblava realment una dama asseguda. I asseguren que a les nits de vent sortien d'ella uns sons, semblants a laments.

## Festes

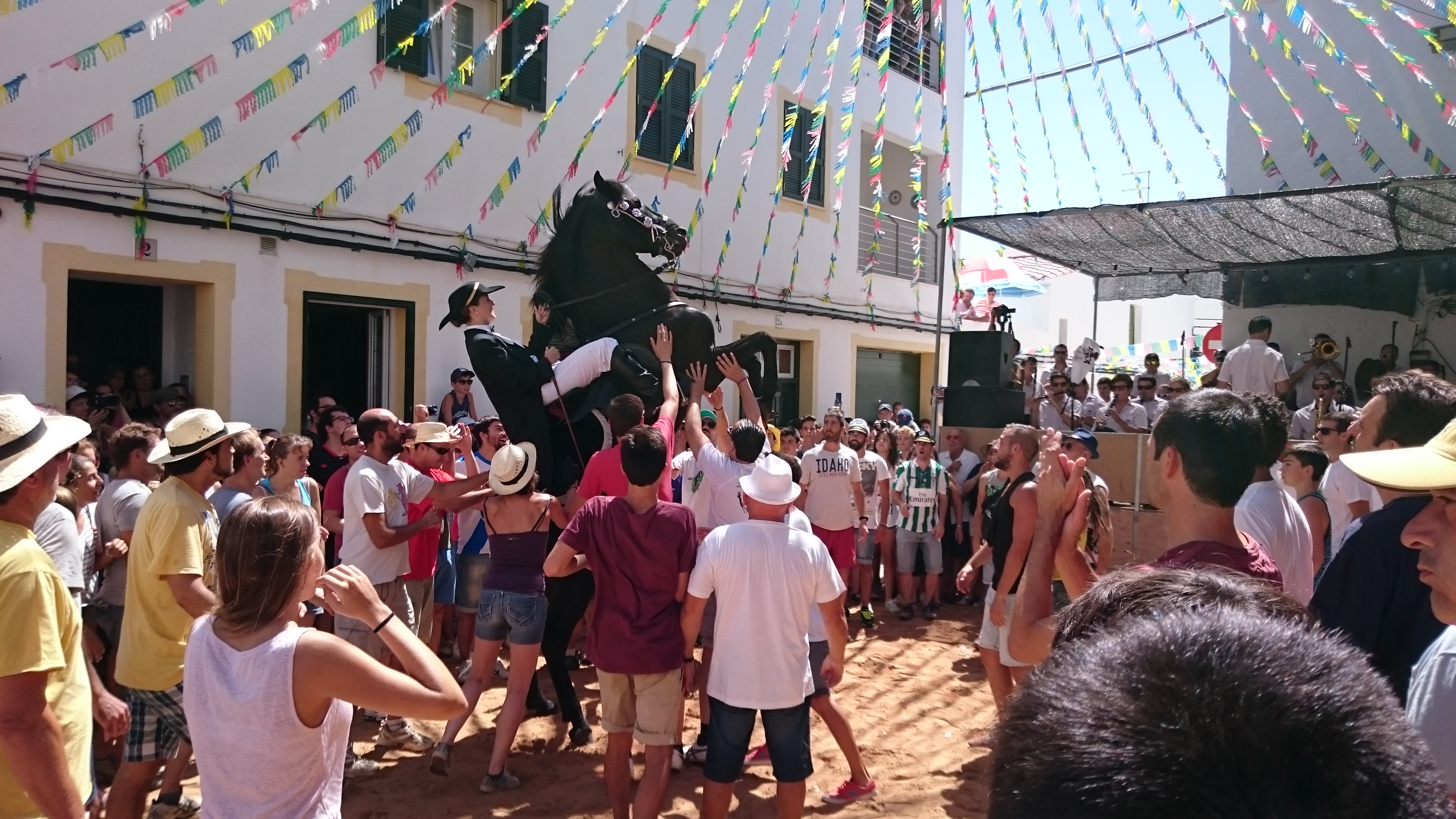
Festes des Migjorn Gran en 2015, en honor de sant Cristòfol de ses Corregudes.

- Sant Cristòfol des sant: és la festa litúrgia del patró del poble que se celebra el 10 de juliol. El matí se celebra una eucaristia solemne i després al capvespre, es fa una processó del sant pels carrers del poble i, un cop acabada, es beneeixen els vehicles davant l'església parroquial, ja que Sant Cristòfol és advocat dels conductors. La festa acaba amb degustació de pastissets i gin al carrer que porta el nom del sant.

- Sant Cristòfol de ses Corregudes: és la festa popular i major del poble. Se celebra el cinquè cap de setmana de juliol. Segueix l'estructura de la festa pròpia de Menorca, amb els cavalls i la música. Un total de 30 caixers i cavallers participen en la Qualcada, assistint als oficis religiosos de Completes (dissabte) i Missa de caixers (diumenge), els caragols pel poble i l'acte més popular i multitudinari, el Jaleo, el qual es compon de tres voltes, amb l'afegit de les canyes el diumenge. La junta de caixers la componen el Caixer batlle, el batlle o un representant de l'Ajuntament, el Caixer capellà, el rector o un altre prevere, el Caixer fadrí, el Caixer Casat i el fabioler. El dilluns de festes es recrea una paròdia de la festa protocol·lària substituint els cavalls per ases.

## Política i govern
El poble d'Es Migjorn Gran va funcionar de 1983 a 1989 com entitat local menor, depenent de l'Ajuntament des Mercadal. L'Ajuntament des Migjorn Gran va constituir-se com l'autèntic govern local el 9 de juliol de 1989, però, no fou fins al maig de 1991 que es celebraren les primeres eleccions municipals. Per tant, els dos primers anys de govern municipal (1989-1991), la corporació va distribuir-se segons els vots obtinguts a les eleccions municipals de 1987, quan aquest encara formava part del municipi d'Es Mercadal, i s'escollien tres representants migjorners. Així, la primera corporació municipal (1989-1991) quedar conformada per onze regidors, nou del Partit Popular, un del Partit Socialista i un de l'Esquerra de l'Entesa de Menorca.

### Alcaldes i alcaldesses electes (1989-2023)
| Legislatura                                                 | Període           | Nom                              | Partit                        | Govern                       |
| ----------------------------------------------------------- | ----------------- | -------------------------------- | ----------------------------- | ---------------------------- |
| I                                                           | 1989 - 1991       | Cristòfol Moll Huguet            |                               | Majoria absoluta             |
| Eleccions com a municipi independent                        |                   |                                  |                               |                              |
| II                                                          | 1991 - 1995       | Pere Riudavets Fayas             |                               | Govern PSOE i EEM            |
| III                                                         | 1995 - 1999       | Manuel Triay Barber              |                               | Majoria absoluta             |
| IV                                                          | 1999 - 2003       | Pere Riudavets Fayas             | AEMG                          | Majoria absoluta             |
| V                                                           | 2003 - 2007       | Pere Riudavets Fayas (2003-2007) |                               | Govern PSOE i APMG           |
| V                                                           | 2003 - 2007       | Elena Baquero González (2007)    |                               | Govern PSOE i APMG           |
| VI                                                          | 2007 - 2011       | Andreu Moll Huguet               |                               | Govern PP i Alternativa      |
| VII                                                         | 2011 - 2015       | Pere Moll Triay                  |                               | Majoria absoluta             |
| VIII                                                        | 2015 - 2019       | Pere Moll Triay                  |                               | Majoria absoluta (2015-2017) |
| VIII                                                        | 2015 - 2019       | Pere Moll Triay                  | Govern en minoria (2017-2019) |                              |
| IX                                                          | 2019 - 2023       | Antonia Camps Florit             |                               | Majoria absoluta             |
| X                                                           | 2023 - actualitat | Antonia Camps Florit             |                               | Majoria absoluta             |
| Font: Institut d'Estadística de les Illes Balears (IBESTAT) |                   |                                  |                               |                              |

### Històric de resultats eleccions municipals (1991-2023)
| Partit Polític                   | Partit Polític | 1991 | 1995 | 1999 | 2003 | 2007 | 2011 | 2015 | 2019 | 2023 |
| -------------------------------- | -------------- | ---- | ---- | ---- | ---- | ---- | ---- | ---- | ---- | ---- |
| Partit Popular                   |                | 4    | 5    | 4    | 4    | 4    | 4    | 3    | 5    | 6    |
| Partit Socialista Obrer Espanyol |                | 4    | 4    | -    | 4    | 4    | 5    | 6    | 4    | 3    |
| Alternativa pes Migjorn Gran     |                | -    | -    | -    | 1    | 1    | -    | -    | -    | -    |
| Unió Centrista de Menorca        |                | -    | -    | -    | 0    | -    | -    | -    | -    | -    |
| Unió del Poble Balear            |                | -    | -    | 0    | 0    | -    | -    | -    | -    | -    |
| Acord per Es Migjorn Gran        |                | -    | -    | 5    | -    | -    | -    | -    | -    | -    |
| Esquerra de Menorca              |                | -    | 0    | -    | -    | -    | -    | -    | -    | -    |
| Entesa de l'Esquerra de Menorca  |                | 1    | -    | -    | -    | -    | -    | -    | -    | -    |
| Número total regidors/es         | -              | 9    | 9    | 9    | 9    | 9    | 9    | 9    | 9    | 9    |

## Migjorners il·lustres
- Francesc Camps, metge del poble, arqueòleg i amb gran dedicació al folklore. A ell es deu la conservació de la major part de llegendes, tradicions i cants populars. Una de les principals obres de Camps i Mercadal és el "Folklore de la pagesia" que efectivament fa un recull de tota la cultura popular menorquina, que havia passat de pares a fills de generació en generació.
- Joan Riudavets fou qui durant un període va ser l'home més longeu del món. Va morir el mes de març de l'any 2004, a l'edat de 114 anys. El seu germà, Pere Riudavets Mercadal, també va aconseguir arribar a l'edat de 106 anys, essent l'avi de Menorca. Va morir el 31 d'agost de 2006.
- Francesc d'A. Pons Alzina, pintor i polític notabilíssim, nat a Migjorn l'any 1817 i morí a Maó l'any 1890. S'especialitzà en el retrat i la decoració. Els darrers 30 anys de la seva vida els dedicà al Teatre Principal de Maó pel que pintà els telons de boca Verd (1860) i el Vermell (1871), a part de nombroses decoracions per a representacions dramàtiques i operístiques que reberen gran acceptació pel públic. Fou un polític republicà federal, seguidor de Pi i Margall. Fou el primer alcalde escollit democràticament de Maó (1872-1874), destituït pel cop d'estat del general Pavía que acabà amb la república.

## Associacions i Entitats
- ACR (Associació Cultural i Recreativa)
- Amics de l'Art
- AMPA
- Associació del Club de Jubilats
- ACEM (Associació de Comerciants d'Es Migjorn Gran)
- Associació Juvenil d'Es Migjorn Gran
- Associació pel Foment Industrial d'Es Migjorn
- Banda de Música d'Es Migjorn
- CD Migjorn
- Club Agility Migjorn

## Imatges

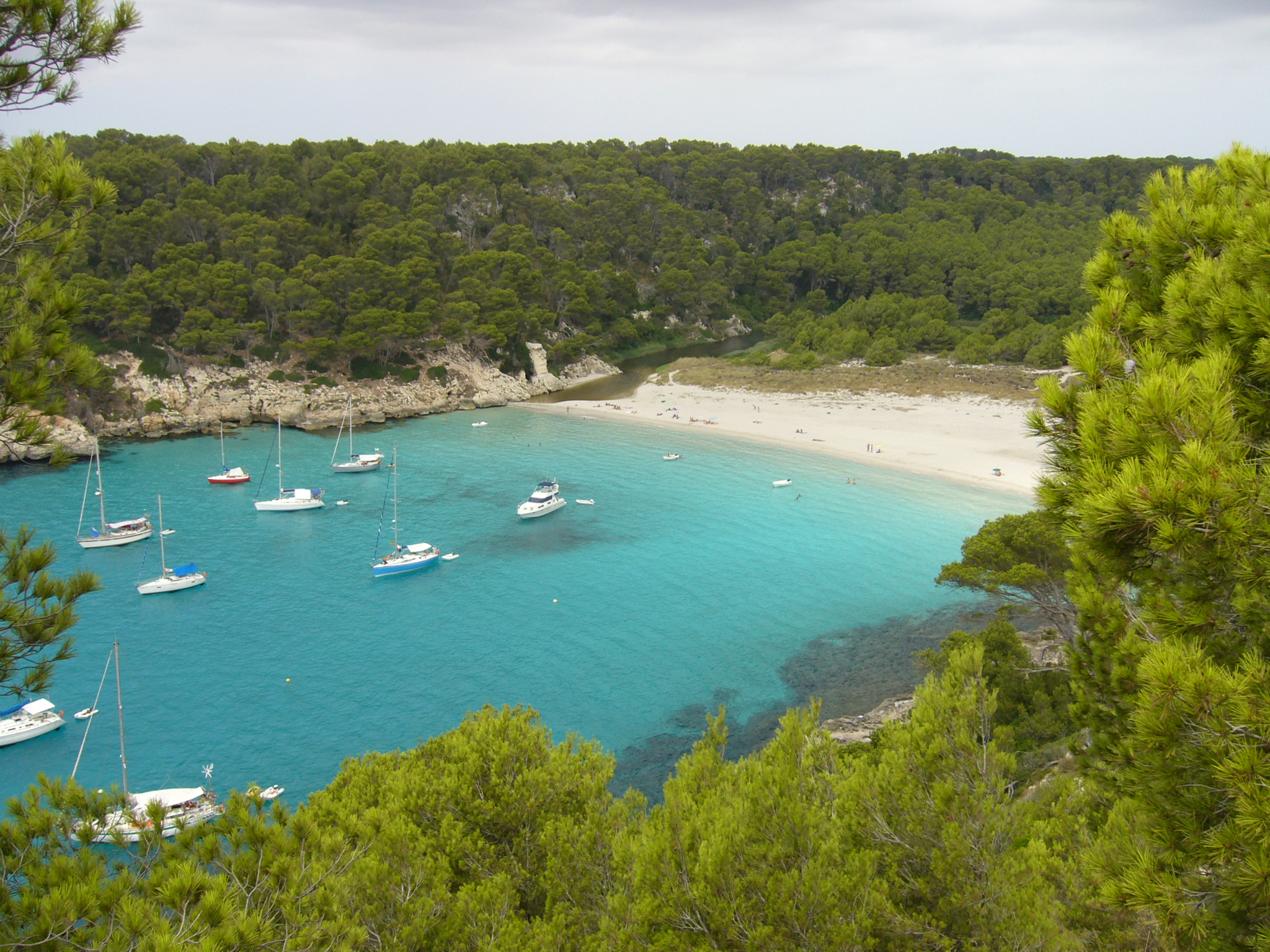
Cala Trebalúger
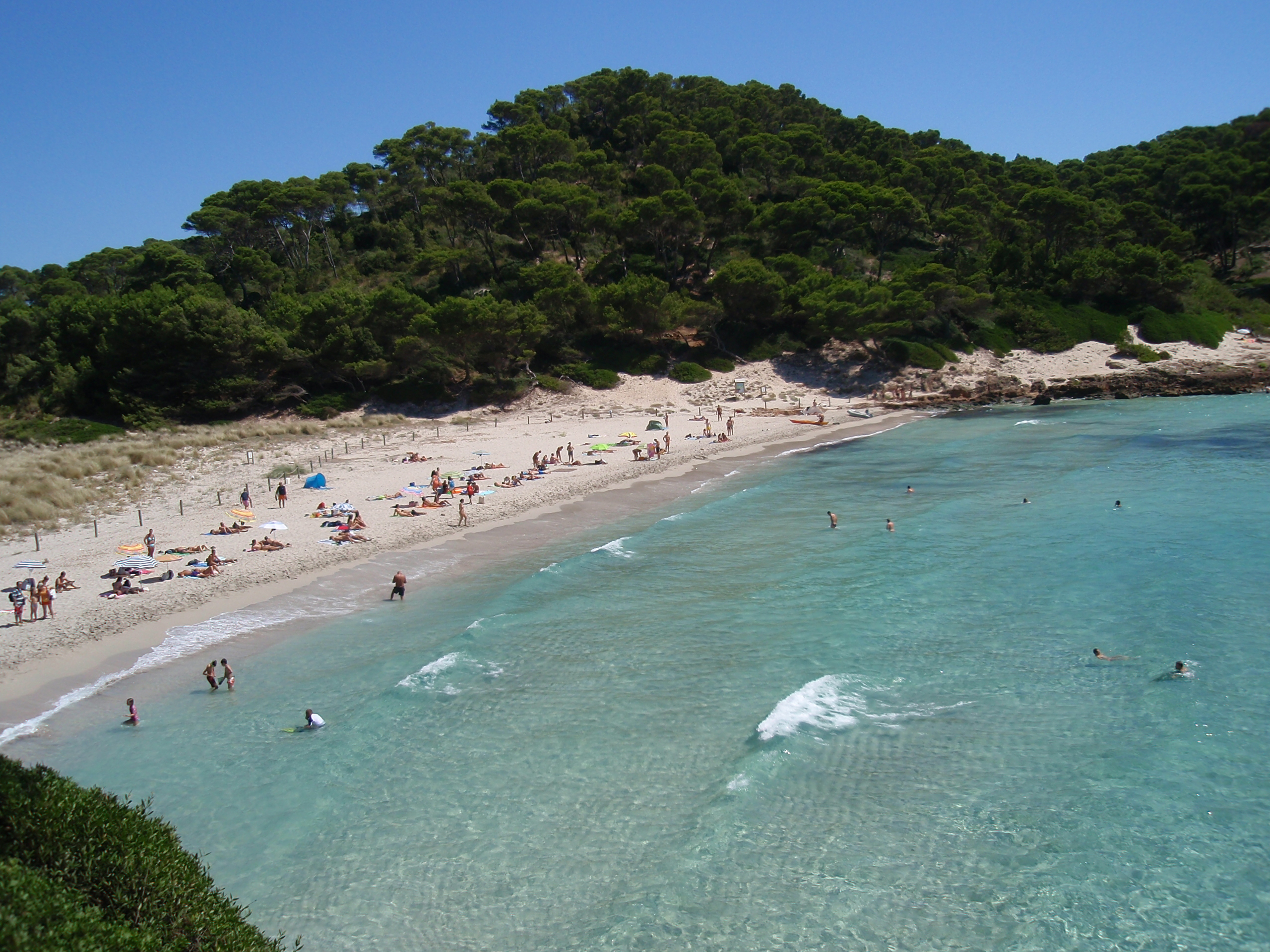
Platja de Binigaus
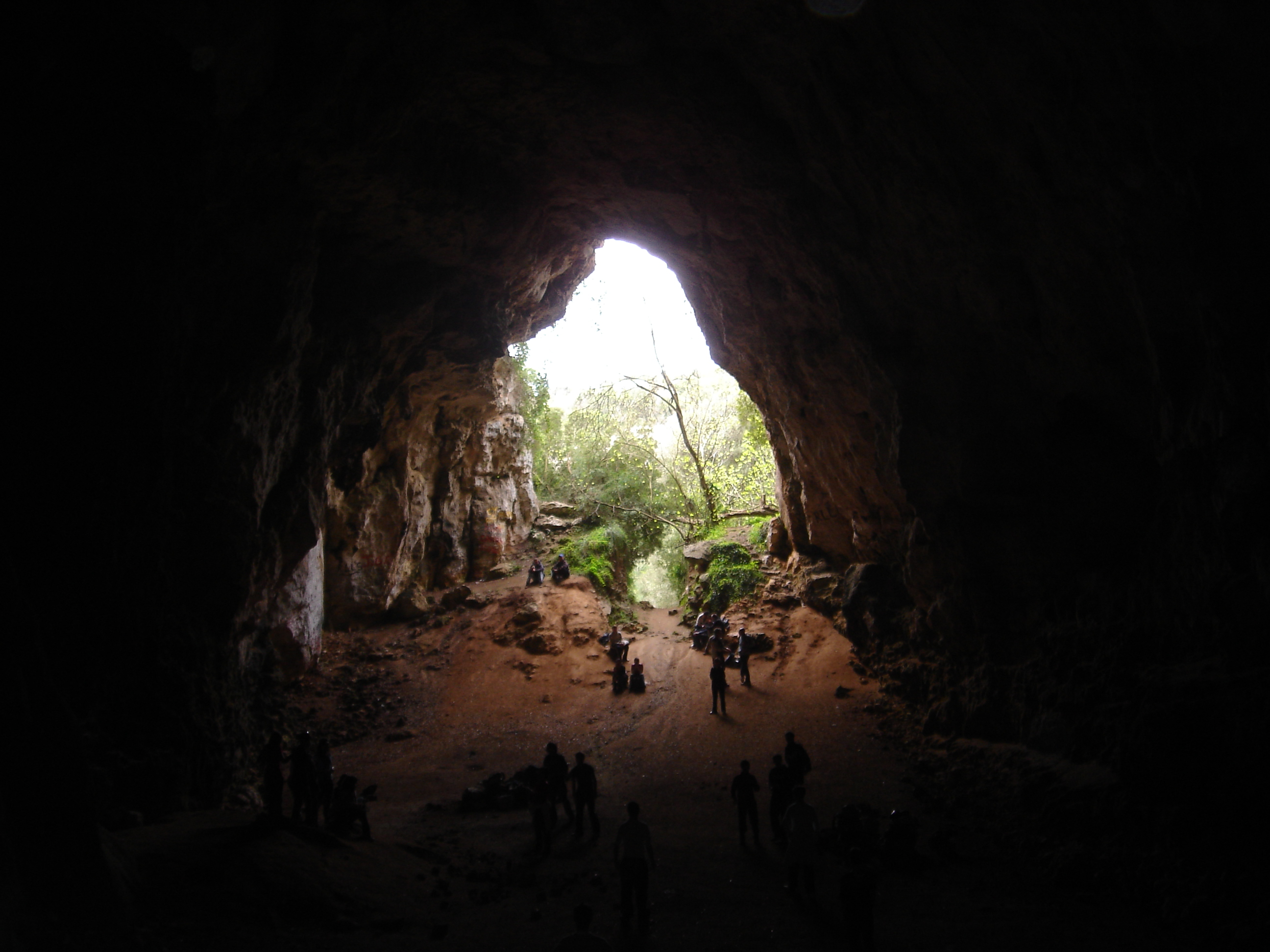
Cova des Coloms
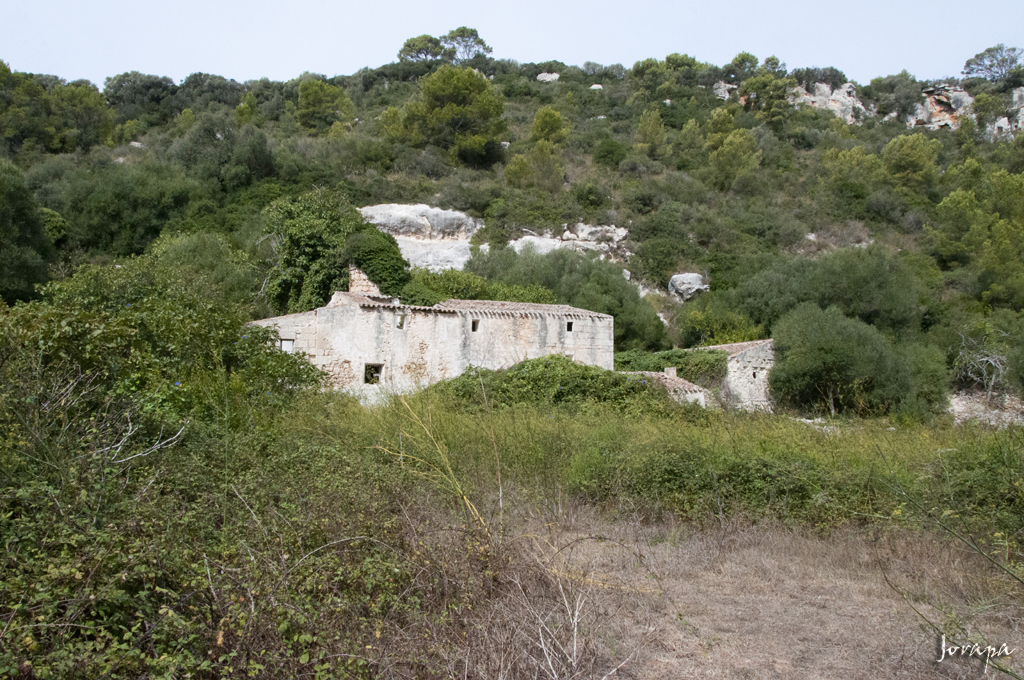
Molí hidràulic de sa Vall
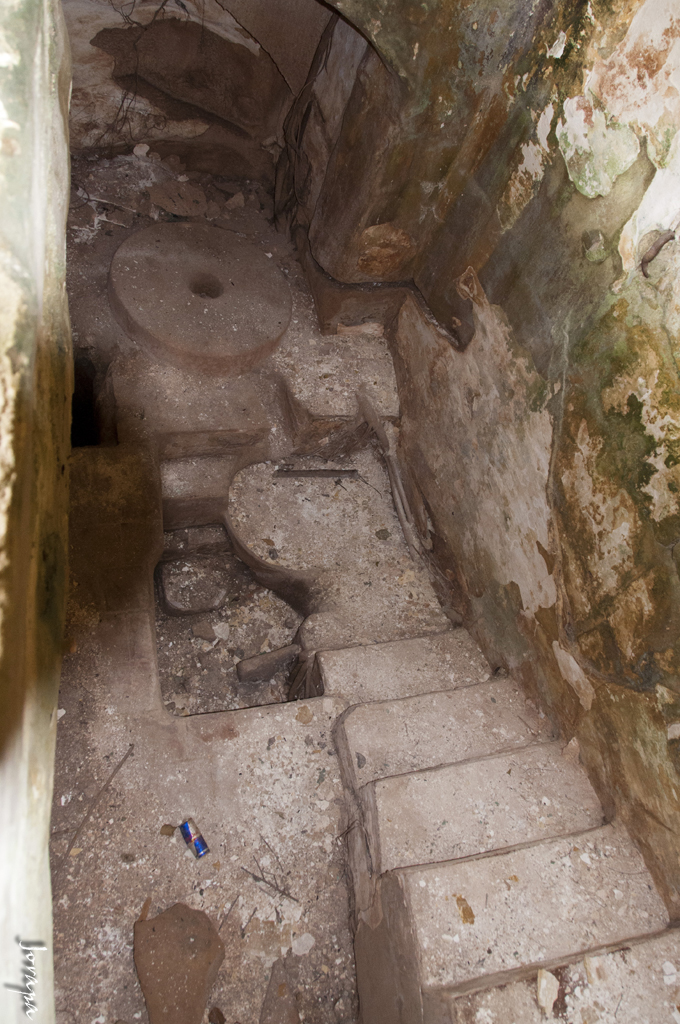
Molí hidràulic de sa Vall
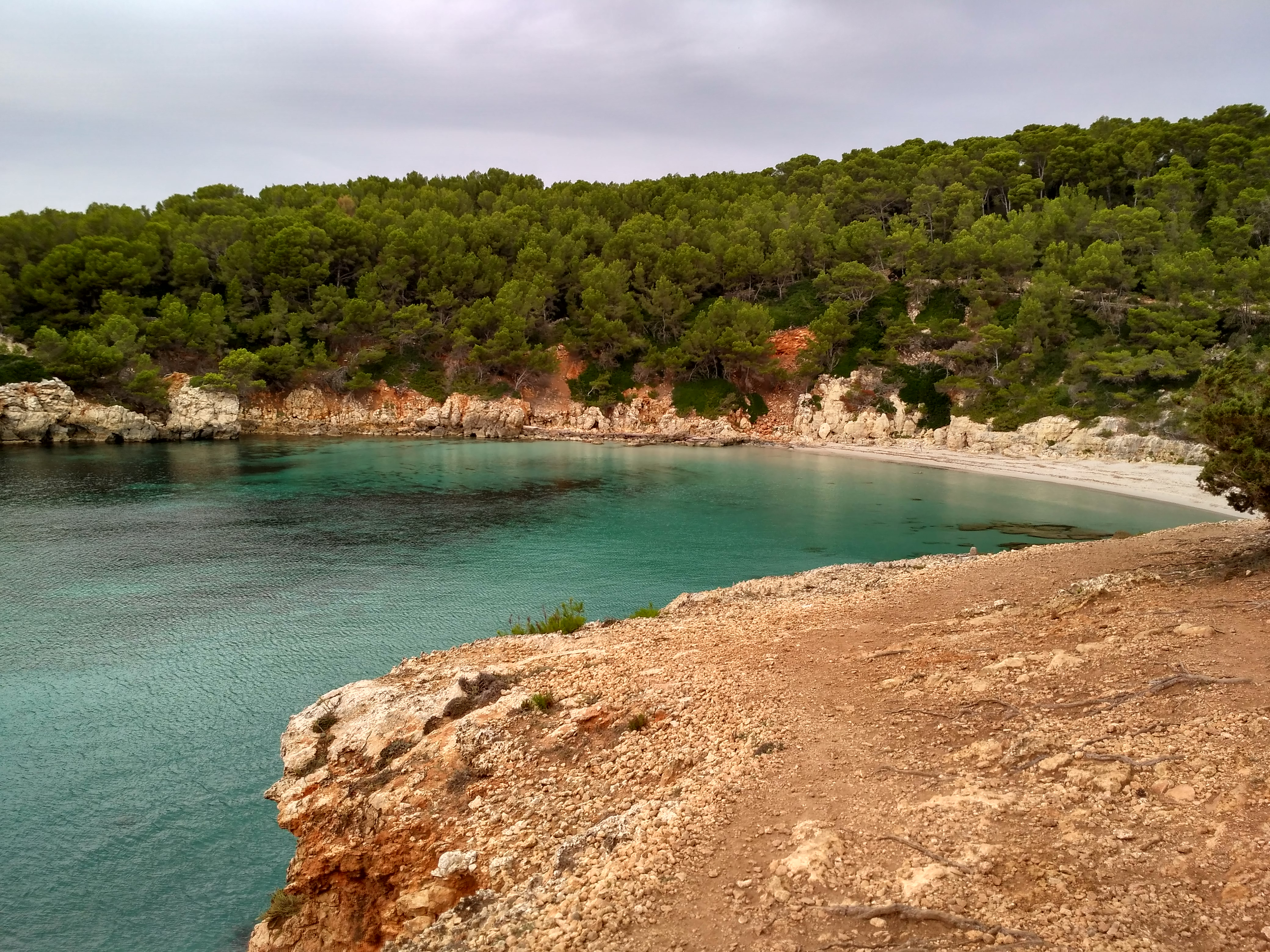
Cala Escorxada
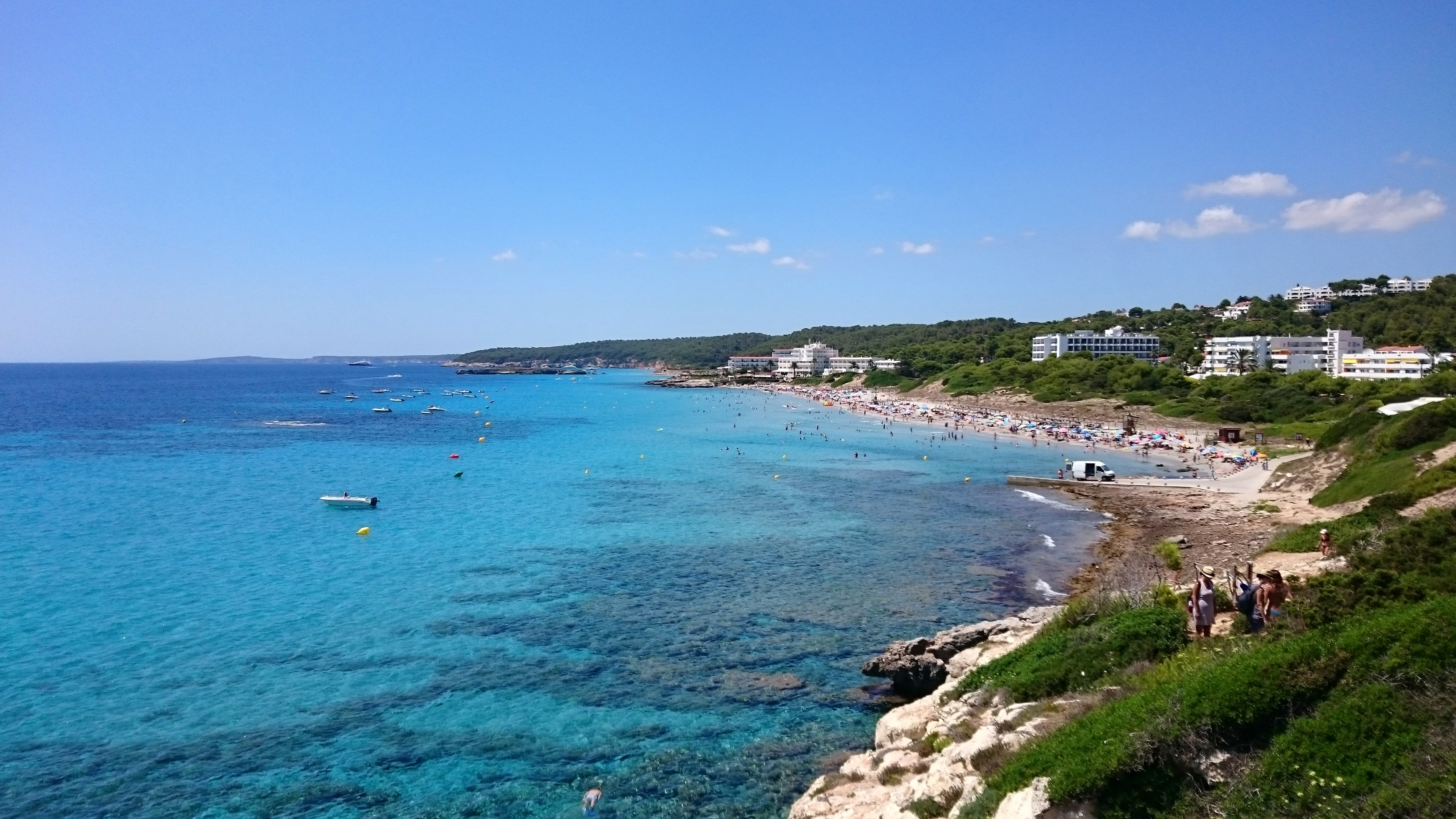
Sant Tomàs
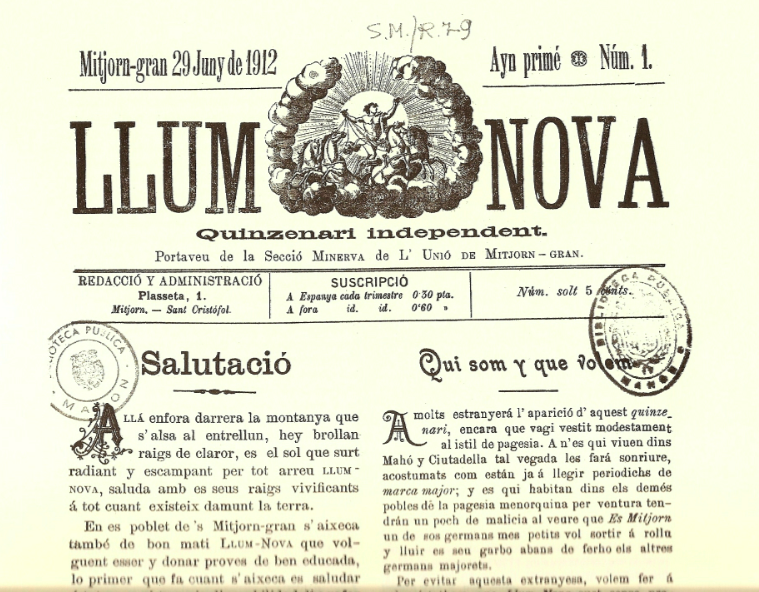
Primera publicació Llum Nova (29 de juny de 1912)
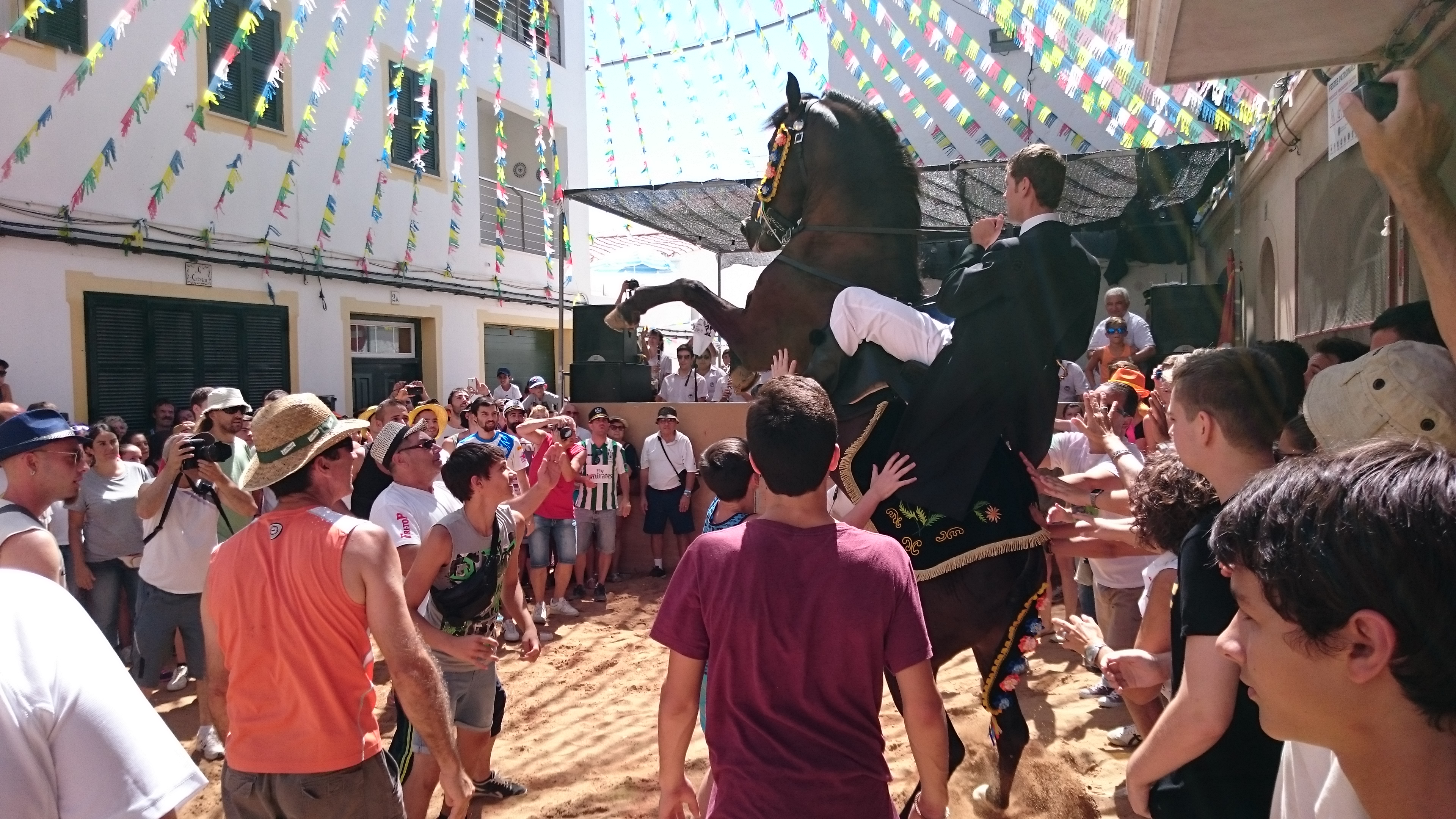
Sant Cristòfol de ses Corregudes